# Tone Float
Tone Float är ett musikalbum inspelat av det tyska bandet Organisation någon gång under 1969 och utgivet 1970 på det brittiska bolaget RCA. Tone Float är det enda album som bandet gav ut, och det gavs ut medan bandmedlemmarna studerade vid Robert-Schumann-konservatoriet i Düsseldorf. Skivan producerades av Konrad "Conny" Plank, som tekniker anges Organisation själva, och designen på omslaget gjordes av Comus.
De drivande bakom Organisation var Ralf Hütter och Florian Schneider-Esleben som senare skulle bilda Kraftwerk.

## Låtlista
Alla låtar är skrivna och komponerade av Organisation. 
| 1. | Tone Float | 20:46 |

| 2. | Milk Rock     | 5:24 |
| 3. | Silver Forest | 3:19 |
| 4. | Rhythm Salad  | 4:04 |
| 5. | Noitasinagro  | 7:46 |

Detta album har aldrig blivit officiellt nyutgivet, men bootleg-skivor uppenbarades under 1990-talet. Dessa inkluderade ofta ett bonusspår, felaktigt kallat "Vor dem blauen Bock", vilket faktiskt var en instrumental låt vid namn "Rückstoss Gondoliere", från en uppträdande (22 maj 1971) av Kraftwerk på Bremen Beat-Club TV-show.
Denna låt gjordes av en kortlivad live-konstellation med Florian Schneider-Esleben, Michael Rother och Klaus Dinger (Ralf Hütter hade lämnat gruppen under denna period för att fortsätta studier i arkitektur). Rother och Dinger skulle senare forma NEU!.

## Bandmedlemmar vid inspelningen
- Ralf Hütter – hammondorgel
- Florian Schneider-Esleben – flöjt, klockor, triangel, tamburin, el-violin
- Basil Hammoudi – klockspel, trummor, speldosa, bangos, sång
- Butch Hauf – bas, små klockor, plasthammare
- Alfred Mönicks (alias Fred Monicks) – trummor, maracas, klockor, tamburin